# Emilia Luca
Emilia Luca (geboren am 4. Oktober 1969 in Bacău, Rumänien) ist eine ehemalige rumänisch-deutsche Handballspielerin.

## Vereinskarriere
Die 1,74 Meter große Emilia Luca, die auf der Position Rechtsaußen eingesetzt wurde, spielte zunächst in Rumänien bei HC Știința Bacău. Bei einem internationalen Turnier in Bad Urach konnte Luca sich von ihrem Team absetzen und in der in Deutschland bleiben. Als Folge war sie ein Jahr gesperrt, trainierte jedoch schon wenige Tage nach ihrer Flucht beim Bundesligisten bei TV Lützellinden, für den sie später aktiv war. Zudem spielte sie in Deutschland beim TV Mainzlar aktiv.
Mit ihrem Team aus Bacău gewann sie den Europapokal der Pokalsieger 1988/1989.
In der Spielzeit 1998/1999 war sie mit 201 Treffern für TV Mainzlar die beste Torwerferin der Bundesliga. Mit Mainzlar gewann sie den DHB-Pokal 2000/2001. Später war Luca in der Regionalliga für die TSG Leihgestern aktiv.

## Nationalmannschaft
Sie bestritt 85 Länderspiele mit der rumänischen Nationalmannschaft sowie, nachdem sie im August 1995 die deutsche Staatsbürgerschaft erhielt, 56 Länderspiele mit dem Team des Deutschen Handballbundes. Vom rumänischen Verband erhielt sie für die erstmalige Aufstellung im deutschen Team eine Freigabe noch vor dem Ende der offiziellen Sperrfrist aufgrund des Wechsels der Nationalmannschaften.
Mit Rumänien nahm sie an der Weltmeisterschaft 1990 teil.
Mit der deutschen Nationalmannschaft nahm sie an der Weltmeisterschaft 1995, den Olympischen Spielen 1996, an der Weltmeisterschaft 1997 und an der Europameisterschaft 1998 teil.

## Erfolge
- 5. Platz bei den Olympischen Spielen 1996
- Europapokal der Pokalsieger 1989
- DHB-Pokalsieg 2001

## Privates
Emila Luca hatte einen deutschen Urgroßvater.